# 乱婚
乱婚（らんこん）とは、集団内の雄と雌がともに、複数の相手と性的関係を持つ配偶システムである。
雑婚・群婚・集団婚とも。
今日の生物学では正確を期すために「複雄複雌の配偶システム」と呼ぶことが多い。

## 概要
乱婚は複婚の一種である。乱婚をする動物においては、性的パートナー間の親密な繋がりは存在しないか、きわめて短時間しか持続しない。
また一妻多夫婚の場合と同じく、ある個体の遺伝上の父がどの雄であるかは当事者にとって明確でないことが多い。このため、社会的役割としての「父親」が存在しない（チンパンジーなど）か、遺伝上の父である可能性のある複数の雄が「父親」としてふるまう。
雌雄の性的二型は一夫多妻型の種よりは小さく、一夫一妻型の種よりは大きくなる傾向にある。
雄による精子競争や配偶者防衛は極めて強くなる。

## 動物一般における乱婚
多くの動物は各個体が単独に生活し、行き当たりばったりに他の個体と繁殖を行う。
これらの繁殖形態も乱婚と言うことができる。
しかし特に「乱婚」と言う場合、集団（群れ）をなして繁殖を行う動物について使われることが多い。
この意味で乱婚型の繁殖システムが注目されている動物は、おおむね哺乳類の一部に限られる。
霊長類がその代表であって、ワオキツネザル、オマキザル、リスザル、マカク、ヒヒ、チンパンジーなどで広く乱婚が認められる。

## ヒトにおける乱婚
原始乱婚（英: primitive promiscuity、あるいは英: original promiscuity）は、社会を我われが理解するようなその到来に先立って、人類が元々性的乱交（英: promiscuity）、もしくは高級娼婦主義の状態において生存していたと説くところの、19世紀の仮説だった。
19世紀に隆盛した社会進化論は、文明以前の原始社会において乱婚が行われていたと主張し、こうした意見が一般に浸透したことがある。
しかしこれは科学的根拠に乏しい空想的学説であった。
今日の科学的知見によると、ヒト社会において乱婚が配偶システムとして成立したことは考えられにくい。
モーガンはハワイ先住民に集団婚が存在したとする説を主張したが（後述書 p.37）、参考とした話は、アメリカ人宣教師達がハワイ人を野蛮人だと言い切ろうとしたための捏造であったことが後に判明しており、モーガンの説が根本から成立していなかったことがわかる。

### 社会進化論の主張
社会進化論者の主張は次のようなものであった。
結婚制度を含む社会制度は、文明の進歩とともに発展してきた。文明が「原始社会→古代・中世社会→近世・近代社会」と発展するにつれ、結婚制度も「乱婚→一夫多妻婚→一夫一妻婚」と発展したのである。これは私有財産制度の発展と関係しており、所有権の概念が存在しなかった原始時代では性的パートナーも固定されることがなかった。

### 科学からの反論
上記の主張は、以下のような立場から反論されている。
- 文化人類学の立場から：オセアニアやアメリカ大陸の先住民のような原初的社会においても、一夫一妻ないし一夫多妻婚がほとんどであり、乱婚的な社会は観察されない。
- 考古学の立場から：発見された遺跡・遺構から推測される古代人の社会が、どれも家族を単位とするものであり、乱婚的な性質とは適合しない。
- 進化生物学の立場から：ホモ・サピエンスの性的二型が、他の霊長類と比較して大きくはない。

## 言い換え
「乱婚」という言葉は、学術用語としては以下のような問題点を抱えている。
- 人間における結婚形態の一種であると誤解されがちである。
- 「乱雑で無秩序」「性的タブーを持たない」といったネガティヴで誤ったイメージを喚起する。
- また「社会進化論者が唱えた間違った仮説」として認識されている。

このため、今日の生物学者は「乱婚」という用語の使用を避け「複雄複雌の配偶システム」などと言い換えることが多い。